# Frans Schoubben
François Schoubben dit Frans Schoubben, né le 11 novembre 1933 à Tongres où il meurt le 31 juillet 1997, est un coureur cycliste belge.

## Biographie
Professionnel de 1955 à 1963, il a notamment remporté Liège-Bastogne-Liège en 1957, ex aequo avec Germain Derijcke. Il a également gagné Paris-Bruxelles ainsi que le Tour de Picardie à deux reprises.
Il est le frère de Jacques Schoubben également coureur cycliste.

## Palmarès
- 1953
  - Circuit de la Meuse
  - 1reb étape de l'Omnium de la Route (contre-la-montre)
  - 2e du Circuit Dinantais
  - 3e du championnat de Belgique indépendants
- 1954
  - 4e étape de la Route de France
  - Liège-Charleroi-Liège
  - Circuit de la Meuse
  - 3e du championnat du Hainaut indépendants
- 1955
  - Champion du Hainaut indépendants
  - Circuit Disonais
  - Halse Pijl
  - 2e étape de l'Omnium de la Route
  - Grand Prix Beeckman-De Caluwé
  - 2e de l'Omnium de la Route
  - 3e du Circuit Dinantais
- 1956
  - 2e étape du Tour de Belgique
  - Tour du Limbourg
  - 6e étape du Tour de l'Ouest
  - 1re étape du Tour de Picardie
  - 2e du Circuit de l'Argentine
  - 2e d'À travers la Belgique
  - 2e du championnat de Belgique sur route
- 1957
  - Week-end ardennais
  - Hoeilaart-Diest-Hoeilaart
  - Anvers-Ougrée
  - 2e étape des Quatre Jours de Dunkerque
  - Liège-Bastogne-Liège (ex aequo avec Germain Derijcke)
  - 2e du Grand Prix du Midi libre
  - 8e du Tour des Flandres
- 1958
  - Anvers-Ougrée
  - Tour de Picardie :
    - Classement général
    - 1re étape

  - 3e du Circuit des régions fruitières
  - 3e d'Anvers-Gand
- 1959
  - Challenge Laurens
  - Week-end ardennais
  - Paris-Bruxelles
  - 3e étape des Quatre Jours de Dunkerque
  - 1re et 9e étapes du Tour de l'Ouest
  - Tour de Picardie
  - 2e du Tour des Flandres
  - 2e de Liège-Bastogne-Liège
  - 3e de la Flèche wallonne
- 1960
  - 9e du Tour des Flandres
  - 10e de Milan-San Remo
- 1961
  - Grand Prix de la ville de Zottegem
  - 5e étape du Tour de Champagne
  - 2e du Circuit Het Volk
  - 3e du Tour de Picardie
  - 3e de Paris-Bruxelles
  - 3e des Trois villes sœurs
  - 10e du Tour des Flandres
- 1962
  - 4eb étape du Tour de Belgique
  - 2e de Gand-Wevelgem
  - 3e de Paris-Roubaix
  - 6e de Paris-Bruxelles
  - 9e de Liège-Bastogne-Liège
- 1963
  - 2e de Hoeilaart-Diest-Hoeilaart
  - 6e de Liège-Bastogne-Liège

## Résultats sur les grands tours

### Tour de France
3 participations
- 1957 : abandon (2e étape)
- 1960 : abandon (10e étape)
- 1962 : abandon (6e étape)

### Tour d'Italie
1 participation 
- 1956 : abandon